# Конституционный референдум в Италии (1946)
Италья́нский конституцио́нный рефере́ндум (итал. referendum istituzionale или итал. referendum sulla forma istituzionale dello Stato) состоялся 2 июня 1946 года. На референдуме граждане Королевства Италия должны были высказаться о том, какую форму правления они предпочитают: монархию или республику. В референдуме приняло участие 24 946 873 (89,08 %) зарегистрированных избирателей. Среди проголосовавших 12 718 641 (54,27 %), то есть большинство избирателей, высказались за республику, а 10 718 502 (45,73 %) — за монархию. 1 509 735 бюллетеней были признаны недействительными.
Одновременно с референдумом проходили выборы в Учредительное собрание Италии.

## Предыстория
До 1946 года Италия была королевством, управляемым Савойским домом, правящим королевским домом с момента объединения Италии в 1861 году и ранее правившим герцогством Савойским. В 1922 году приход к власти Бенито Муссолини и создание фашистского режима в Италии, привело к вовлечению страны во Вторую мировую войну вместе с нацистской Германией, что значительно ослабило роль королевского дома.

## Результаты голосования
Таблица отображает процент проголосовавших за республику или монархию по районам Италии.
| Провинция     | Республика | Монархия |
| ------------- | ---------- | -------- |
| Валле-д’Аоста | 63,47 %    | 36,53 %  |
| Турин         | 59,90 %    | 40,10 %  |
| Кунео         | 51,93 %    | 48,07 %  |
| Генуя         | 69,05 %    | 30,95 %  |
| Милан         | 68,01 %    | 31,99 %  |
| Комо          | 63,59 %    | 36,41 %  |
| Брешиа        | 53,84 %    | 46,16 %  |
| Мантуя        | 67,19 %    | 32,81 %  |
| Тренто        | 85,00 %    | 15,00 %  |
| Верона        | 56,24 %    | 43,76 %  |
| Венеция       | 61,52 %    | 38,48 %  |
| Удине         | 63,07 %    | 36,93 %  |
| Болонья       | 80,46 %    | 19,54 %  |
| Парма         | 72,78 %    | 27,22 %  |
| Флоренция     | 71,58 %    | 28,42 %  |
| Пиза          | 70,12 %    | 29,88 %  |
| Сиена         | 73,84 %    | 26,16 %  |
| Анкона        | 70,12 %    | 29,88 %  |
| Перуджа       | 66,70 %    | 33,30 %  |
| Рим           | 48,99 %    | 51,01 %  |
| Л’Акуила      | 46,78 %    | 53,22 %  |
| Беневенто     | 30,06 %    | 69,94 %  |
| Неаполь       | 21,12 %    | 78,88 %  |
| Салерно       | 27,09 %    | 72,91 %  |
| Бари          | 38,51 %    | 61,49 %  |
| Лечче         | 24,70 %    | 75,30 %  |
| Потенца       | 40,61 %    | 59,39 %  |
| Катандзаро    | 39,72 %    | 60,28 %  |
| Катания       | 31,76 %    | 68,24 %  |
| Палермо       | 38,98 %    | 61,02 %  |
| Кальяри       | 39,07 %    | 60,93 %  |
| Всего         | 54,27 %    | 45,73 %  |

## Последствия
Республика Италия была официально провозглашена 6 июня 1946 года, положив конец краткому 34-дневному правлению Умберто II на посту короля. Умберто сначала отказался признать то, что он назвал «возмутительной незаконностью» референдума, и плохо воспринял своё «упразднение». Также, в своём последнем заявлении на посту короля Умберто II отказался признать республику, заявив, что он стал жертвой государственного переворота, совершенного его министрами, и референдум был сфальсифицирован против него.
Результаты голосования выявили, среди прочего, чёткое разделение ориентации страны. На севере и в регионах центральной Италии перевес республиканцев был заметным, а в некоторых случаях подавляющим (Равенна 88 %, Тренто 85 %, Форли 84 %, Гроссето, Реджо-Эмилия и Феррара 80 %), в то время как Юг подтвердил свою традиционную лояльность к институту монархии, особенно в Лечче (85 %), Казерте (83 %), Неаполе и Мессине (77 %). На Юге не было недостатка в избирательных округах, где голоса в пользу монархии выражали даже избиратели левых партий. Во всех провинциях к северу от Рима, за исключением Кунео и Падуи, преобладала республика, а в провинциях к югу от Рима — монархия.
Этот результат был, с одной стороны, отражением древних ориентаций и культур, иной политической географии, при которой в северных регионах было сильное присутствие пролетариата, близкого к требованиям левых партий, а также давнюю республиканскую традицию. Южные регионы, преимущественно сельскохозяйственные, следовали патерналистской и консервативной традиции, которая побудила их защищать такой институт, как монархия, которая была частью исторической традиции Юга. Но разнообразие голосов на референдуме следует также и прежде всего интерпретировать как следствие различного опыта, пережитого страной в период 1943—1945 годов. В то время как Центр и Север Италии сильно пострадали от нацистской оккупации и Итальянской социальной республики, массовых убийств и преследований, воздушных бомбардировок и пр., Юг пережил более плавный переход от фашизма к постфашискому государству.